# Tragedy Khadafi
Tragedy Khadafi, właściwie Percy Chapman. (ur. 19 sierpnia 1971 roku) – amerykański artysta hip-hopowy, pochodzący z Queensbridge (Nowy Jork). Karierę rozpoczął w grupie o nazwie Juice Crew razem z  Big Daddy Kane, Kool G Rap, i MC Shan. 
Tragedy Khadafi odpowiedzialny jest za odkrycie takich grup jak Mobb Deep oraz Capone-N-Noreaga. Posiada własną wytwórnię 25 To Life. Współpracował z wieloma osobami związanymi z kulturą hip-hopową (np. Nas, Ja Rule, Juice Crew, Cormega, Capone-N-Noreaga, The Alchemist, Marley Marl).
Jest także wydawcą filmu DVD — Tragedy: The Story Of Queensbridge. Jest to film dokumentalny opowiadający o dzielnicy, z której pochodzi Queensbridge.

## Dyskografia
- Intelligent Hoodlum (1990)
- Saga Of A Hoodlum (1993)
- Against All Odds (2001)
- Still Reportin'... (2003)
- Thug Matrix (2005)
- Blood Ballads (2006)
- Thug Matrix 2 (2006)
- The Death of Tragedy (2007)
- Tragedy Khadafi & Trez - Lethal Weapon (2009)[1]
- Thug Matrix 3 (2011)[1]
- Pre-Magnum Opus (2014)[1]
- DJ Akil Presents Tragedy Khadafi - The Auraport (2016)[1]
- The Kuwait Tapes (2017)[1]
- Tragedy Khadafi & BP (3) - Immortal Titans (2018)[1]
- The Builders (2018)[1]
- Vinnie Paz X Tragedy Khadafi - Camouflage Regime (2019)[1]
- Grandmaster Flash Drive, Tragedy Khadafi - Gutta Milk (The Scars & Rhymes Of Tragedy Khadafi) (2021)[1]
- Hidden Files (2021)[1]